# フォトコレクション
フォトコレクションとはNTTドコモが提供するクラウドサービスの一つである。

## 概要
NTTドコモのドコモ スマートフォン(Android 4.0以上)で撮影した、写真や動画をクラウド上にアップし、それらのデータをバックアップに利用したり共有することができる。5ギガバイトまで無料で利用することが可能で、この5ギガのなかには、同様にNTTドコモで提供されている、クラウドサービスである「データ保管BOX」「ドコモ電話帳」と共有することとなる。
5ギガ以上利用したい場合は、クラウド容量オプションを利用することで、上限をプラス50Gバイト上げることができる。
スマートフォン上にフォトコレクションアプリをインストールしておけば、写真を撮影すると自動でクラウド上にアップすることができる。また必要な写真のみアップロードを手動で行うことも可能となる。
ドコモIDがあれば、パソコン上からも同じクラウドに写真をアップロードすることも可能となる。
アップされた写真や動画は撮影年月ごとや顔認証を使い被撮影者ごとに整理することが可能となる。
アップロードされた写真はスマートフォンやタブレット、パソコンの他に、NTTドコモの通信機能付きデジタルフォトフレームである、お便りフォトパネルでも見ることが可能となる。
友人がFacebookにアップした写真も自動で同期することが可能となる。